# Pakistan Railways
Pakistan Railways ( marca informativa PR ) ( urdu : پاکستان ریلویز ) es la compañía ferroviaria nacional estatal de Pakistán con sede en Lahore. Fundada en 1861 como Ferrocarril Estatal del Noroeste y con sede en Lahore , posee 7.789 kilómetros (4.840 millas) de vías operativas en todo Pakistán, que se extienden desde Peshawar hasta Karachi , y ofrece servicios tanto de carga como de pasajeros, cubriendo 488 estaciones operativas en todo Pakistán.
En 2014, el Ministerio de Ferrocarriles lanzó Pakistan Railways Vision 2026, que busca aumentar la participación de la compañía en el sector del transporte del cuatro al 20 por ciento con la mejora ferroviaria del corredor económico China-Pakistán de ₨886.68 mil millones (US$ 6.3 mil millones). El plan incluye nuevas locomotoras, desarrollo y mejora de la infraestructura ferroviaria actual, un aumento en la velocidad promedio del tren, un mejor desempeño a tiempo y la expansión del servicio de pasajeros. La primera fase del proyecto se completó en 2017, y la segunda fase está programada para completarse en 2021. Pakistan Railways es un miembro activo de la Unión Internacional de Ferrocarriles. En el año fiscal 2018/19, Pakistan Railways atendió a 70 millones de pasajeros.